# La bohème (Leoncavallo)
La bohème es una ópera italiana en cuatro actos, con música y libreto de Ruggero Leoncavallo, basada en Scènes de la vie de bohème de Henri Murger. La ópera se estrenó en el Teatro la Fenice de Venecia el 6 de mayo de 1897.

## Historia
Leoncavallo escribió su ópera La bohème al mismo tiempo que la ópera homónima de Giacomo Puccini, basada en la misma historia. Leoncavallo más tarde revisó la obra, titulándola Mimi Pinson, pero no logró más éxito. La versión de Puccini se ha convertido en una obra estándar del repertorio operístico, mientras que la ópera de Leoncavallo se representa raramente. La versión de Leoncavallo no recibió su estreno británico hasta mayo de 1970.
Allan Atlas ha analizado en detalle el diferente tratamiento del desenlace de la ópera respecto al personaje de Mimi en ambas versiones, la de Leoncavallo y la de Puccini, comparando el éxito histórico de la ópera de Puccini y el fracaso relativo de la de Leoncavallo.
Esta ópera rara vez se representa en la actualidad; en las estadísticas de Operabase aparece con sólo 3 representaciones en el período 2005-2010.

## Personajes
| Personaje | Tesitura     | Reparto del estreno, 6 de mayo de 1897 (Director: Alessandro Pomè) |
| --- | ------------ | ------------------------------------------------------------------ |
| Schaunard, un músico | barítono     | Jacques [Gianni] Isnardon                                          |
| Marcello, un pintor | Tenor        | Giovanni Beduschi                                                  |
| Rodolfo, un poeta | Barítono     | Rodolfo Angelini-Fornari                                           |
| Mimi | soprano      | Rosina Storchio                                                    |
| Musetta | mezzosoprano | Elisa "Lison" Frandin                                              |
| Gaudenzio | tenor        | Enrico Giordani                                                    |
| Loafer | tenor        |                                                                    |
| Colline, un filósofo | barítono     | Lucio Aristi                                                       |
| Eufemia | mezzosoprano | Clelia Cappelli                                                    |
| Barbemuche | bajo         | Giuseppe Frigiotti                                                 |
| Durand | tenor        | Enrico Giordani                                                    |
| Estudiantes, muchachas trabajadoras, ciudadanos, tenderos, vendedores callejeros, soldados, camareros, mujeres y niños - coro |              |                                                                    |

## Argumento
El argumento es similar a la Boheme de Puccini, incluido el protagonismo dado a Mimì, que en la novela de Murger era sólo una de las amantes de Rodolfo que moría sola en un hospital... Leoncavallo rescata a un personaje olvidado en la versión pucciniana, Eufemia, la amante de Schaunard. También hay algunos cambios en las voces; Rodolfo es confiado a un barítono, Marcello a un tenor y Musetta a una mezzo. El número de actos es el mismo.
Acto I. Nochebuena de 1837. Estamos en el edificio que alberga al Café Momus, el propietario de las habitaciones en las que viven los bohemios, Gaudenzio, explica a Schaunard que está harto de ellos, porque nunca gastan dinero en el café y siempre dan problemas. Schaunard trata de calmarlo; piensa dar una fiesta que traerá beneficios al café. Y llegan los invitados, Rodolfo, el poeta; Marcello, el pintor; Colline, el filósofo; Eufemia, la novia de Schaunard; Mimì, novia de Rodolfo, que trae consigo a su amiga Musetta. El flechazo entre ella y Marcello es instantáneo. Desgraciadamente, ninguno de los invitados tiene dinero para pagar la cuenta; al final es abondada por un tal Barbemuche, aunque Schaunard insiste en ganarle el dinero "honorablemente" al billar.
Acto II. El patio de la casa de Musetta. Mientras anochece, el conserje, llamado Durand, está sacando las pertenencias de Musetta al patio; su rico amante se ha cansado de ella (o más bien de que le sea infiel) y se niega a seguir pagando las facturas. Como consecuencia, está siendo embargada. Musetta parece tomárselo con filosofía, y decide recibir a "sus invitados", es decir, los bohemios, en el patio. Los bohemios organizan una fiesta en el improvisado lugar, mientras los vecinos protestan por el ruido. Mimì deja a Rodolfo por el Vizconde Paolo. Las protestas de los vecinos suben de tono y los bohemios acaban huyendo.
Acto III. La buhardilla de Marcello. Marcello y Rodolfo no viven buenos tiempos. Primero, no ganan suficiente dinero para sustentarse; segundo, y esto atañe al pintor, Musetta ha decidido buscar a un amante rico que la mantenga. Mimì intenta reconciliarse con Rodolfo, pero este la rechaza duramente. Los dos amigos se quedan solos.
Acto IV. De nuevo es Nochebuena, la de 1838. En la buhardilla de Rodolfo, él y Marcello comparten una triste cena. Esperan a Musetta, a la que han invitado, pero la que llega es una Mimì exhausta. Musetta aparece y vende sus joyas para comprar leña y calentar la habitación para su amiga. Pero todo es inútil. Mimì muere mientras suenan las campanas que anuncian el día de Navidad.

## Arias destacadas
- "Musetta!...Testa adorata" (Marcello)
- "Musetta svaria sulla bocca viva" (Mimì)
- "Da quel suon soavemente" (Musetta)